# Herbita fulva
Herbita fulva là một loài bướm đêm trong họ Geometridae.